# Zliv
Zliv település Csehországban, a České Budějovice-i járásban. Zliv Zahájí, Hluboká nad Vltavou, Pištín, Dasný és Mydlovary településekkel határos. Lakosainak száma 3499 fő (2024. január 1.).

## Népesség
A település lakosságának változását az alábbi diagram mutatja:
| Lakosok száma | 285  | 1024 | 1370 | 2125 | 3547 | 3489 | 3512 | 3569 | 3410 | 3499 |
|               | 1869 | 1900 | 1921 | 1961 | 1980 | 2011 | 2016 | 2019 | 2021 | 2024 |